# Pimpla nuda
Pimpla nuda är en stekelart som beskrevs av Henry Keith Townes, Jr. 1940. Pimpla nuda ingår i släktet Pimpla och familjen brokparasitsteklar. Inga underarter finns listade i Catalogue of Life.